# Елвис Мерзљикинс
Елвис Мерзљикинс (лет. Elvis Merzļikins — Рига, 13. април 1994) професионални је летонски хокејаш на леду који игра на позицији голмана. 
Члан је сениорске репрезентације Летоније за коју је на међународној сцени дебитовао на светском првенству 2016. године. 
Играчку каријеру започиње још као тинејџер у јуниорској екипи швајцарског Лугана, тиму са којим је 2О13. потписао и први професионални уговор у каријеру. Учествовао је на драфту НХЛ лиге 2014. где га је као 76. пика у трећој рунди одабрала екипа Коламбус блу џакетса. 